# Marco del Sarre
El marco del Sarre fue una moneda alemana, creada para sustituir al Reichsmark. Fue puesta en circulación en el año 1947 por un corto tiempo, ya que fue sacada de la circulación en 1949. La moneda circuló en el entonces autónomo Sarre. Tuvo paridad con  el marco alemán. No se han emitido monedas para esta unidad monetaria.

## Billetes
La serie estaba compuesta por seis billetes con las denominaciones de 1, 2, 5, 10, 50 y 100 Marcos. El objetivo de su introducción era preparar una unión económica con Francia. Además, el intercambio sirvió a la administración francesa para obtener un panorama de la cantidad total de capital disponible en la región del Sarre. 
|  |  | 1 Marco       |
|  |  | 2 Marcos      |
|  |  | 5 Marcos      |
|  |  | 10 Marcos     |
|  |  | 50 Klebemark  |
|  |  | 100 Klebemark |